# Erik Bohlin
Erik Viktor "Orsa" Bohlin (Orsa, 1 de junho de 1897 — Orsa, 8 de junho de 1977) foi um ciclista sueco que competiu nos Jogos Olímpicos de Verão de 1924 em Estocolmo, onde terminou em sétimo na prova de estrada individual e conquistou a medalha de bronze no contrarrelógio por equipes.
Durante sua carreira de ciclismo, Bohlin conquistou quatro títulos nacionais e venceu duas corridas de seis dias suecas (em 1924 e 1926). Retirou-se das competições em 1927 depois de terminar em quarto lugar no Campeonato Mundial UCI de Estrada. Mais tarde, mudou para motociclismo e, juntamente com o engenheiro Gösta Rödén, criou um 250cc, que estabeleceu um novo recorde de velocidade sueca.